# Andrena bytinskii
Andrena bytinskii är en biart som beskrevs av Warncke 1969. Andrena bytinskii ingår i släktet sandbin, och familjen grävbin. Inga underarter finns listade i Catalogue of Life.